# ニーダーシェーネンフェルト
ニーダーシェーネンフェルト (Niederschönenfeld) は、ドイツ連邦共和国バイエルン州シュヴァーベン行政管区のドナウ＝リース郡に属す町村（以下、本項では便宜上「町」と記述する）で、ライン行政共同体を構成する自治体の一つである。

## 地理

### 自治体の構成
この町は、公式には4つの地区 (Ort) からなる。このうち小集落や孤立農場などを除く集落を以下に列記する。
- フェルトハイム
- ニーダーシェーネンフェルト

## 歴史
フェルトハイムとニーダーシェーネンフェルトはレヒスゲミュント＝グライスバッハ伯の所領に属した。13世紀にベルトルト3世伯がニーダーシェーネンフェルト修道院を設立し、15世紀から世俗化された1803年まで両村はこの修道院のホーフマルクであった。1818年にフェルトハイムとニーダーシェーネンフェルトはそれぞれ独立した自治体となったが、1978年に合併し、現在の自治体ニーダーシェーネンフェルトが成立した。

## 文化と見所
- 旧修道院

## 経済と社会資本
1999年現在、この町の農業用地は 918haで、このうち 778haが耕作地である。

### 公共施設
- ニーダーシェーネンフェルト刑務所

## 引用
1. ↑  https://www.statistikdaten.bayern.de/genesis/online?operation=result&code=12411-003r&leerzeilen=false&language=de Genesis-Online-Datenbank des Bayerischen Landesamtes für Statistik Tabelle 12411-003r Fortschreibung des Bevölkerungsstandes: Gemeinden, Stichtag (Einwohnerzahlen auf Grundlage des Zensus 2011)
2. ↑  Bayerische Landesbibliothek Online